# هانا-ماریا سپالا
هانّا-ماریا سِپَّلَه (به انگلیسی: Hanna-Maria Seppälä) (زادهٔ ۱۳ دسامبر ۱۹۸۴) شناگر اهل فنلاند است.